# Кубок Німеччини з футболу 1961
Кубок Німеччини з футболу 1961 — 18-й розіграш кубкового футбольного турніру в Німеччині, 9 кубковий турнір на території Федеративної Республіки Німеччина після закінчення Другої світової війни. У кубку взяли участь 16 команд. Переможцем кубка Німеччини вперше став бременський Вердер.

## Перший раунд
| Команда 1                       | Рахунок | Команда 2            |
| ------------------------------- | ------- | -------------------- |
| 28 липня 1961                   |         |                      |
| Айнтрахт (Франкфурт-на-Майні)   | 2:3 дч  | Кельн                |
| 29 липня 1961                   |         |                      |
| Гільдесгайм                     | 1:2     | Штутгарт             |
| Тасманія 1900 (Західний Берлін) | 4:1     | Альтона-93 (Гамбург) |
| Саарбрюкен                      | 0:1     | Вердер               |
| Кайзерслаутерн                  | 2:0     | Гейдер               |
| Гамборн-07 (Дуйсбург)           | 3:1     | Вальдгоф             |
| Пірмазенс                       | 3:2     | Бохум                |
| Карлсруе СК                     | 7:2     | Вупперталер          |

## Чвертьфінали
| Команда 1             | Рахунок | Команда 2                       |
| --------------------- | ------- | ------------------------------- |
| 16 серпня 1961        |         |                                 |
| Штутгарт              | 0:1     | Карлсруе СК                     |
| Вердер                | 3:2     | Кельн                           |
| Кайзерслаутерн        | 2:1 дч  | Тасманія 1900 (Західний Берлін) |
| Гамборн-07 (Дуйсбург) | 3:2 дч  | Пірмазенс                       |

## Півфінали
| Команда 1             | Рахунок | Команда 2      |
| --------------------- | ------- | -------------- |
| 23 серпня 1961        |         |                |
| Гамборн-07 (Дуйсбург) | 1:2     | Кайзерслаутерн |
| Вердер                | 3:2 дч  | Карлсруе СК    |

## Фінал
| 13 вересня 1961 19:30 (CET) |

| Вердер                    | 2:0      | Кайзерслаутерн |
| ------------------------- | -------- | -------------- |
| Шредер 10' Ягельський 52' | Протокол |                |

| Глюкауф-Кампфбан, Гельзенкірхен Глядачів: 18 000 Арбітр: Гюнтер Спарінг |